# Franz Unferdinger
Franz Xaver Unferdinger (* 3. April 1833 in Wien; † 30. April 1890 in Brünn) war ein österreichischer Mathematiker und Astronom.
Unferdinger studierte ab 1846 Mathematik, Mechanik, Physik am Polytechnischen Institut in Wien mit dem Abschluss 1850. Daneben studierte er Astronomie und Mathematik bei Josef Petzval an der Universität Wien. 1851 bis 1857 arbeitete er als Versicherungsmathematiker in Triest (Azienda Assicuratrice) und war ab 1857 Lehrer für Mathematik und nautische Astronomie an der Marineakademie in Triest. Ab 1859 war er an den Marine-Observatorien in Triest (Astronomisches Observatorium Triest) und Venedig und unterrichtete auch auf den Schraubenfregatten SMS Adria und SMS Donau sowie der Brigg SMS Pylades. 1861 kehrte er nach Wien zurück, wo er Privatlehrer war und unbesoldeter Assistent von Simon Stampfer am Polytechnischen Institut. Ab 1862 war er zunächst Aushilfslehrer für Mathematik an der Oberrealschule in Wien 1, wo er Professor wurde, was er bis 1872/73 blieb. Außerdem war er Professor an der Oberrealschule in Wien-Alsergrund (später Josefstadt). 1867 habilitierte er sich am Polytechnischen Institut in Wien und wurde dort Privatdozent und 1873 außerordentlicher Professor. 1873 wurde er Professor und Inhaber des damals neu gegründeten zweiten Lehrstuhls für Mathematik an der TH Brünn. 1878 wurde er Mitglied der Staatsprüfungskommission für Mathematik.
Er befasste sich mit Geometrie, Trigonometrie, Geodäsie, Integralgleichungen, Versicherungsmathematik und Zahlentheorie. Am 6. Oktober 1888 wurde er Mitglied der Leopoldina.
1879 heiratete er Julie Baumann.